# ماثيو هيل
ماثيو هيل (بالإنجليزية: Matthew Hill)‏ هو سياسي أمريكي، ولد في 4 ديسمبر 1978 في الولايات المتحدة. حزبياً، نشط في الحزب الجمهوري. وقد انتخب عضو مجلس نواب تينيسي.

## وصلات خارجية
- الموقع الرسمي